# Tommy McClendon
Tommy McClendon (Yokohama, Japón; 27 de marzo de 1971) un guitarrista japonés, más conocido por su militancia en bandas como UFO y Soulmotor.

## Biografía
McClendon nació en Yokohama en 1961 y se mudó a Stockton, California a la edad de 10 años. Multiinstrumentista, comenzó a estudiar violín a los 5 años, piano a los 10 y guitarra a los 13. La primera banda de McClendon se formó cuando tenía 15 años con su hermano Dan. Se graduó de Lincoln High School en Stockton en 1972. McClendon actuó en varias bandas antes convirtiéndose en miembro de UFO) en 1982.
nos meses después de que McClendon se uniera a UFOs, la banda se disolvió tras el éxito limitado de la gira. Más tarde, Phil Mogg, a través de Mike Varney, se puso en contacto con McClendon y le pidió que se uniera a una nueva banda. El proyecto no se concretó, por lo que, en 1985, Mogg acabó refundando UFOs, quien, en 1985, lanzó el disco Misdemeanor.
En 1999 McClendon se convirtió en el guitarrista principal de la banda de hair metal Soulmotor, fundada por el ex bajista de Tesla Brian Wheat. Liberado de la banda en 2005, fue uno de los fundadores de Revolution Wheel, una banda que tenía como miembros a algunos ex Soulmotor. En 2010 se convirtió en el guitarrista oficial de Janet Jackson, con quien grabó el disco Unbreakable en 2015.

## Discografía

### UFO
- 1985 - Misdemeanor
- 1988 - Ain't Misbehavin'

### Soulmotor
- 1999 - Soulmotor
- 2002 - Revolution Wheel
- 2011 - Wrong Place at the Right Time